# Denis de Rougemont de Löwenberg
Ne doit pas être confondu avec Denis de Rougemont.
Denis de Rougemont de Löwenberg, né le 25 janvier 1759 à Paris et décédé le 4 août 1839 à Morat, est un banquier suisse ayant fait l'essentiel de sa carrière en France.

## Biographie
Denis de Rougemont est né le 25 janvier 1759 à Paris. Il est le fils de Jean-Jacques de Rougemont, banquier à Paris dès 1737, et de Marie-Marguerite Masson,. Après avoir suivi son cursus scolaire à Neuchâtel et à Paris, il effectue un apprentissage à Amsterdam.
À partir de 1777, il travaille dans la banque familiale à Paris, avant d'en prendre la direction en 1780. Dès 1784, il est l'agent du roi de Prusse. En 1786, il s'associe au zurichois Jean-Conrad Hottinguer, puis à partir de 1791 à ses neveux Abraham Charles et Jean Frédéric de Rougemont, sous la raison sociale Rougemont et Cie,. En 1792, il est anobli par le roi de Prusse. Pendant la Terreur, il revient en Suisse. En 1794, il achète le domaine de Löwenberg, près de Morat, et il en prend le nom,. Il retourne ensuite à Paris et s'associe en 1798 à Daniel Henri Scherer sous la raison sociale Rougemont et Schérer,. Il participe en 1800 à la création de la banque de France, dont il est alors le deuxième plus grand actionnaire. Dès 1805, il est à nouveau seul à la tête de sa banque qui prend le nom de Rougemont de Löwenberg. En 1813, il cesse brièvement ses activités et procède à la liquidation de sa société, avant de la reprendre quand le contexte économique est plus favorable. En 1816, il achète l'hôtel DuPeyrou à Neuchâtel.
Il meurt le 4 août 1839 dans le domaine de Löwenberg, à Morat.

## Famille
Denis de Rougemont de Löwenberg épouse Charlotte de Jeanneret en 1787, puis après le décès de cette dernière, Adelaïde de Montessuy en 1790. Il a sept enfants, quatre fils et trois filles. Trois de ses fils et deux de ses filles parviennent à l'âge adulte : Denis et Alfred Abraham Denis, qui sont également banquiers, Adolphe Rodolphe Émile, qui est chambellan du roi de Prusse, Adèle qui épouse Frédéric von Graffenried Villars, chambellan du roi de Bavière, et Uranie Henriette Louise, qui se marie avec le diplomate wurtembergeois Albert Bernard Rodolphe von Mülinen.